# アレックス・スミシーズ
アレックス・スミシーズ（Alex Smithies，1990年3月5日 - ）は、イングランド・ハダースフィールド出身の元サッカー選手。現役時代のポジションはゴールキーパー。

## 経歴

### クラブ
地元クラブであるハダースフィールド・タウンFCのアカデミー出身。2007年12月のサウスエンド・ユナイテッドFC戦でトップチームデビューを果たした。
2015年8月20日、EFLに降格したクイーンズ・パーク・レンジャーズFCに3年契約で移籍した。初年度はロバート・グリーンの控えであったが、2016年1月以降はポジションを奪った。
2018年6月28日、カーディフ・シティFCに4年契約で移籍した。
2022年8月12日、レスター・シティFCに2年契約で移籍した。
2024年1月22日、現役引退を表明した。

### 代表
年代別のイングランド代表歴がある。2007年夏には韓国で開催されたFIFA U-17ワールドカップに参加した。

## エピソード
2018年1月のEFL・ミドルズブラFC戦にて、相手サポーターから自分のペットボトルに放尿された。サポーターはその後、逮捕された。